# اچ‌ام‌اس سوپرب (۱۹۰۷)
اچ‌ام‌اس سوپرب (۱۹۰۷) (به انگلیسی: HMS Superb (1907)) یک کشتی بود که طول آن ۴۹۰ فوت (۱۵۰ متر) بود. این کشتی در سال ۱۹۰۷ ساخته شد.